# Inmigración luxemburguesa en los Estados Unidos
Los estadounidenses luxemburgueses son estadounidenses de ascendencia luxemburguesa. Según el censo de 2000 de los Estados Unidos, había 45.139 estadounidenses de ascendencia luxemburguesa total o parcial. En 1940, el número de estadounidenses con ascendencia luxemburguesa era de alrededor de 100 000 personas.
Las primeras familias de Luxemburgo llegaron a los Estados Unidos, hacia 1842, huyendo de la superpoblación y el cambio económico en el país recién independizado. Trabajaban en el campo, como era tradicional en su país.
Los estadounidenses luxemburgueses se concentran mayoritariamente en el Medio Oeste, donde la mayoría se estableció originalmente en el siglo XIX. En el censo de 2000, los estados con las mayores poblaciones estadounidenses de origen luxemburgués autoinformadas fueron Illinois (6,963), Wisconsin (6,580), Minnesota (5,867), Iowa (5,624) y California (2,824).

## Historia
Entre mediados del siglo XIX y principios del XX, aproximadamente un tercio de la población luxemburguesa emigró. Luxemburgo era, en ese momento, un país pobre con una economía dominada por la agricultura. Estados Unidos fue un destino popular para los luxemburgueses, como lo fue para muchos otros emigrantes europeos de la época. Se cree que el número de luxemburgueses que emigraron a los Estados Unidos En el siglo XIX es de alrededor de 60.000 a 70.000.

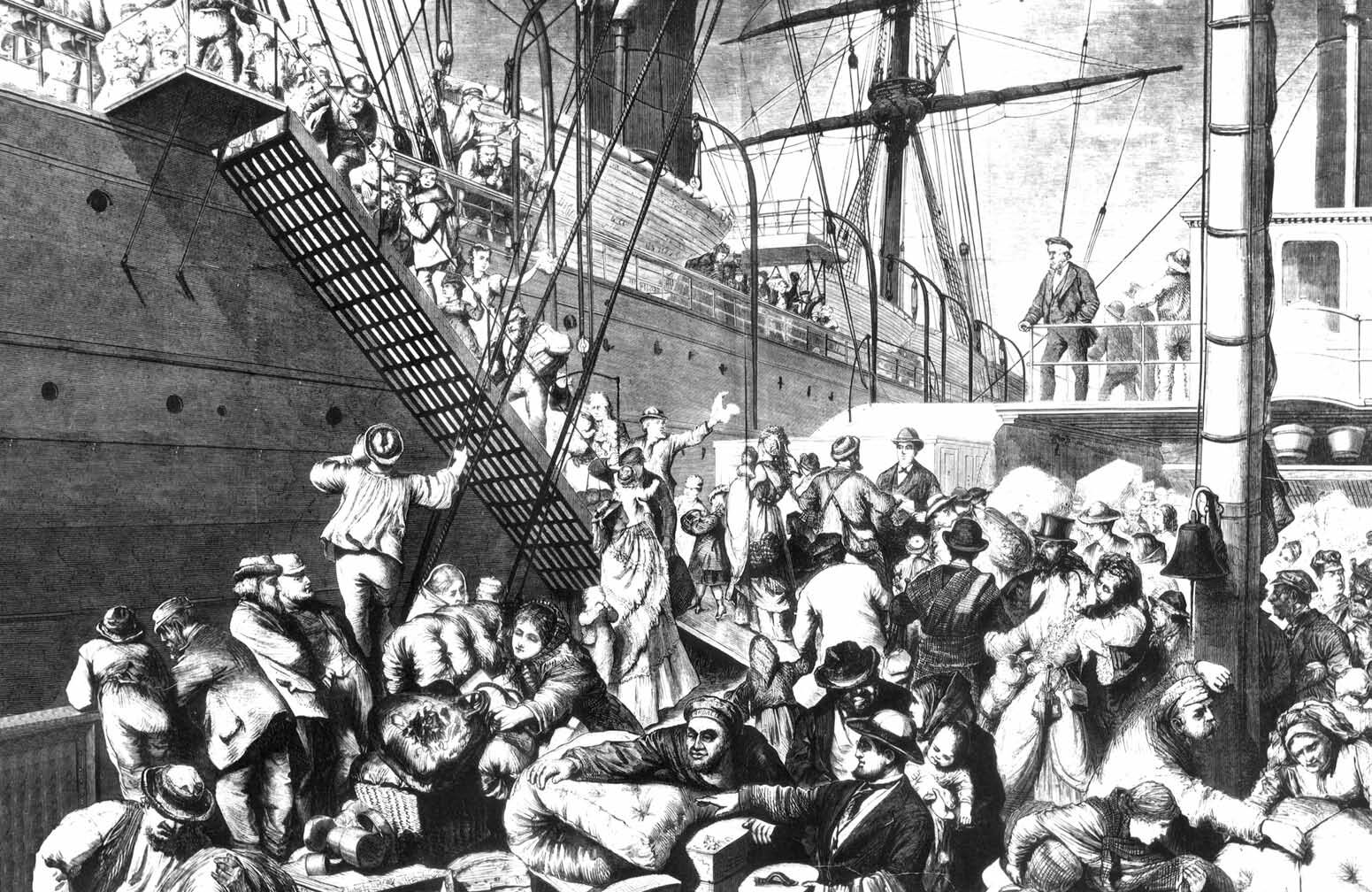
Emigrantes que parten hacia Estados Unidos en el puerto alemán de Hamburgo, 1874

La emigración sustancial de luxemburgueses a Estados Unidos despegó aproximadamente a partir de 1845, por varias razones. Los avances en la medicina hicieron que la tasa de mortalidad infantil descendiera. Esto resultó en una superpoblación. La falta de trabajo en la industria llevó a muchos a la desesperación. El país ya no podía alimentar a su población. En las familias numerosas de la época, la división de las herencias condujo a la fragmentación de la propiedad de la tierra. La porción de cada niño se redujo a unas pocas hectáreas, lo que apenas alcanzaba para alimentar a una familia. Vender la porción de uno al hermano mayor, sin embargo, proporcionó suficiente dinero para que los otros hermanos pagaran el viaje a América y comenzaran una nueva vida allí.
Viajar también se estaba volviendo más fácil en este período. Anteriormente, había tardado tanto en ir de Luxemburgo a París como de allí a América. Después de un tiempo, llegó a Europa la noticia de que había mucha tierra sin usar disponible en América. La Homestead Act ofrecía tierras fértiles a precios reducidos. Por lo tanto, muchos dieron el paso de intentar un nuevo comienzo, ya que quedarse en el país de origen significaría la muerte por inanición.
Los luxemburgueses que lleguen a los Estados Unidos no necesariamente serían registrados como tales por las autoridades, sino como belgas o alemanes. Después de llegar a Nueva York, los luxemburgueses tendían a trasladarse a Chicago, así como a Iowa, Minnesota y Wisconsin. Un pequeño número pero significativo se quedó en el estado de Nueva York.

## Gente notable

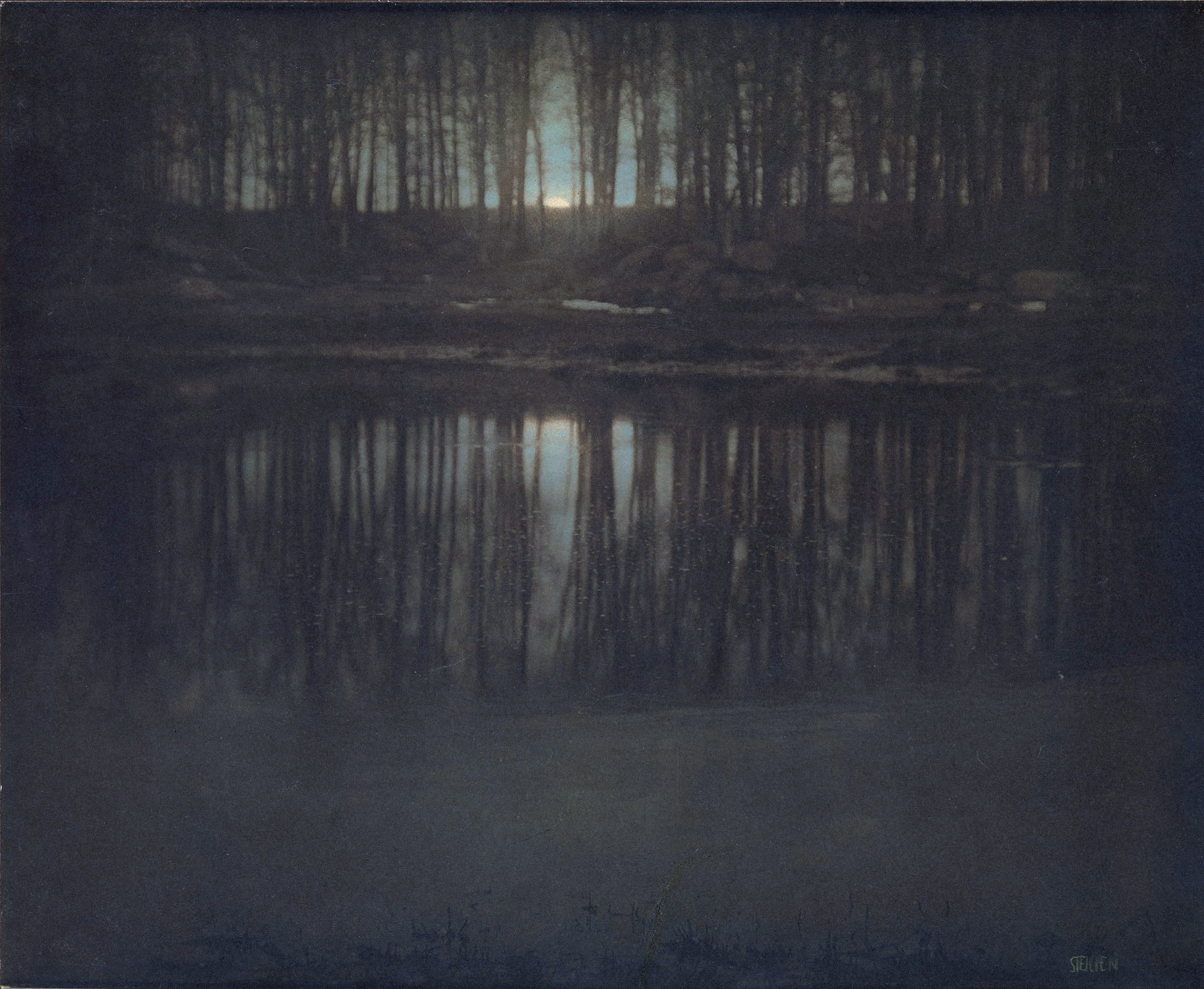
The Pond: Moonlight de Edward Steichen (un luxemburgués en Estados Unidos), una de las fotografías más caras jamás vendidas

- John W. Beschter (1763–1842), misionero jesuita y brevemente presidente de Georgetown College
- Chris Evert (nacido en 1954), tenista y ganador de 21 títulos de Grand Slam
- Red Faber (1888-1976), jugador de béisbol y miembro del Salón de la Fama del Béisbol
- Hugo Gernsback (1884-1967), inventor y escritor de ciencia ficción
- Dennis Hastert (nacido en 1942), político republicano y ex presidente de la Cámara de Representantes de los Estados Unidos
- Theodore Hesburgh (1917-2015), sacerdote y líder académico
- Paul O. Husting (1866-1917), político demócrata y exsenador de los Estados Unidos por Wisconsin
- Vincent Kartheiser (nacido en 1979), actor conocido por interpretar a Connor en Angel y a Pete Campbell en Mad Men
- Richard F. Kneip (1933-1987), político demócrata y exgobernador de Dakota del Sur
- Paul Lauterbur (1929-2007), químico y ganador del Premio Nobel de Fisiología o Medicina
- John L. May (1922-1994), clérigo de la Iglesia católica; sirvió como obispo de Mobile y arzobispo de St. Louis
- Arno Mayer (nacido en 1926), historiador y profesor de la Universidad de Princeton
- Nicholas Muller (1836-1917), político demócrata y ex representante de los Estados Unidos de Nueva York
- Gene Scholz (1917-2005), jugador de baloncesto profesional
- Edward Steichen (1879-1973), fotógrafo, pintor, curador de galería de arte y museo
- Matthew Woll (1880–1956), sindicalista y exvicepresidente de la AFL-CIO
- Loretta Young (1913-2000), actriz y ganadora del Premio de la Academia a la Mejor Actriz
- Alex Wagner (nacido en 1977), periodista y autor